# Philipp Petri

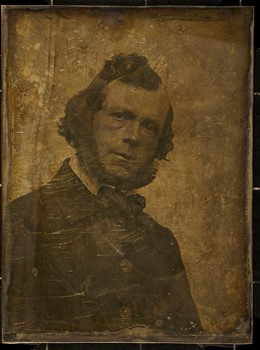
Philipp Petri (um 1840)

Philipp Petri (* 29. Dezember 1800 in Heiligenstadt; † 25. April 1868 in Göttingen) war ein deutscher Miniatur- und Porzellanmaler sowie ein Fotopionier der Stadt Göttingen.

## Leben

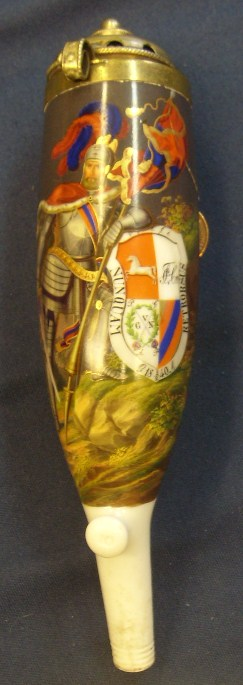
Der Pfeifenkopf von 1846 zeigt das Wappen des Corps Hannovera Göttingen mit den Ursprungsfarben (rot-blau-rot) und noch ohne die hanseatischen Elemente. Der Ritter als Schildhalter steht vor einer romantischen Landschaft

Über die Ausbildung Petris ist nichts Näheres bekannt, außer dass er studienhalber in Paris noch 1827 gewesen sein muss, bevor zum Jahresende nach Göttingen kam. In Göttingen konnte er bei seinem künftigen Schwiegervater, dem Galanteriewarenhändler und Porzellanmaler Heinrich Friedrich Wedemeyer, arbeiten. 1829 heiratete er in die Familie Wedemeyer ein.  Mit dem Ausbau der Werkstatt fanden der Autodidakt Wedemeyer und der Hausmaler Petri im Königreich Hannover große Anerkennung. Wedemeyer konnte sich aus der Porzellanmalerei zugunsten eines neuen Firmenzweigs, der Glasmalerei, zurückziehen. Petri baute die Porzellanmalerei zu einem erfolgreichen, schon von seinem Schwiegervater bereits als solchen angelegten arbeitsteiligen Werkstattbetrieb aus und sorgte aufgrund seiner Ausbildung für eine erhebliche Steigerung der Qualität der Erzeugnisse. Da im Königreich Hannover kein Porzellan hergestellt wurde, musste das Weißporzellan importiert werden. Es kam als preiswerte Massenware aus verschiedenen Porzellanmanufakturen Mitteldeutschlands, in besonderen Fällen wurden auch Weißporzellane der Porzellanmanufaktur Fürstenberg und der Königlichen Porzellan-Manufaktur Berlin bemalt.
Besonders nachgefragt waren seitens der Studenten bemalte Pfeifenköpfe und Tassen. Während Wedemeyer zunächst hauptsächlich Wappen von Corps aufgebracht hatte, wurde die Malerei unter Petri gefälliger, vielfältiger und qualitätsvoller. Bekannt wurde er besonders für seine Landschaften und Jagdszenen. Im Bereich der Studentica führte er in den 1840er Jahren für Göttingen ein neues Motiv in die Porzellanmalerei ein, einen Ritter in Rüstung als Schildhalter des jeweiligen Studentenwappens vor romantischen Landschaftsszenen, die zur Herkunft der Mitglieder des betreffenden Corps passten. Arbeiten in Art dieser Darstellung gehören für den Bereich der Studentica für die Zeit bis Mitte der 1860er Jahre zu den herausragenden Arbeiten in diesem Bereich.
Später wandte sich Petri der neuen Technik der Daguerreotypie zu und wurde so zu einem der Fotografiepioniere in Göttingen. Sein Sohn Bernhard Petri (1837–1887) übernahm die Führung der Porzellanmalerei, gab sie aber nach dem Tod des Vaters auf, um dessen Fotoatelier fortzuführen. Hintergrund war nicht zuletzt der ruinöse Wettbewerb in der Porzellanmalerei infolge der Einführung der Gewerbefreiheit. Die Daguerreotypie und ihr folgend das Porträtfoto ersetzten unter den Göttinger Studenten hingegen bald den Schattenriss, so dass die Anfang des 19. Jahrhunderts entwickelte Porträtlithographie in Göttingen im Gegensatz zu anderen Hochschulorten als Kneipbild keine Bedeutung erlangte. Die Lithographie setzte sich in den 1850er Jahren in Göttingen nur für die großformatigen Semesterbilder, von Daniel Cornelius Gesell und anderen wandernden Anbietern, durch und wurden in lithographischen Anstalten wie bei Franz Hanfstaengl in München gedruckt, weil die Fotografie die gewünschten Formate zunächst technisch noch nicht bewältigen konnte.
Der Historienmaler Heinrich Petri (1834–1872), ein Schüler Ernst Degers und Freund Friedrich Overbecks, ist ein weiterer Sohn Philipp Petris.

## Ehrungen
- Bronzemedaille auf der Gewerbeausstellung des Gewerbevereins des Königreichs Hannover 1837
- Bronzemedaille auf der Gewerbeausstellung des Gewerbevereins des Königreichs Hannover 1839 in Hildesheim
- Bronzemedaille auf der Gewerbeausstellung des Gewerbevereins des Königreichs Hannover 1840 in Hannover
- Silbermedaille auf der Gewerbeausstellung des Gewerbevereins des Königreichs Hannover 1841 in Lüneburg
- Bronzemedaille auf der Gewerbeausstellung des Gewerbevereins des Königreichs Hannover 1844

## Werke
Werke und Werkstattarbeiten von Philipp Petri und seinem Sohn Bernhard Petri befinden sich im Städtischen Museum Göttingen. Das Bismarck-Museum in Friedrichsruh besitzt ein von Philipp Petri geschaffenes Miniaturporträt von Otto von Bismarck als Student 1833 in Göttingen auf einem Porzellanmedaillon.